# Ottilie Patterson
Anna Ottilie Patterson (Comber, 31 de enero de 1932 – 20 de junio de 2011) fue una cantante de blues norirlandesa conocida por sus actuaciones y grabaciones con la Chris Barber Jazz Band en la década de los 50 y principios de los 60.

## Biografía
Anna Ottilie Patterson era la menor de cuatro hermanos, hijos de Joseph Patterson, un norilandés y Jūlija Jēgers, de nacionalidad letona. La pareja se conoció en el sur de Rusia. Ambos padres venían de una familia de músicos y Ottilie dio clases de piano a los once años, aunque nunca  recibió clases de canto.
En 1949, Patterson empezó a estudiar arte en la Belfast College of Technology donde una compañera le introdujo en la música de Bessie Smith, Jelly Roll Morton y Meade Lux Lewis. En 1951 comenzó a cantas con la Jimmy Compton's Jazz Band y en agosto de 1952 entró a formar parte de la Muskrat Ramblers con Al Watt y Derek Martin.
En el verano de 1954, en unas vacaciones en Londres, Patterson se encontró con Beryl Bryden, que la introdujo en la Chris Barber Jazz Band. Entró a formar parte de la banda de Barber el 28 de diciembre de 1954, y su primera aparición público fue en la Royal Festival Hall el 9 de enero de 1955.
Entre 1955 y 1962, hizo giras con la Chris Barber Jazz Band y grabó numerosas canciones en los EPs Blues (1955), That Patterson Girl (1955), That Patterson Girl Volume 2 (1956), Ottilie (1959) y en el LP Chris Barber's Blues Book (1961). Barber y ella se casaron en 1959, divorciándose en 1983.
Desde aproximadamente 1963 comenzó a sufrir problemas de garganta y dejó de aparecer y grabar regularmente con Chris Barber, retirándose oficialmente de la banda en 1973. Durante este periodo grabó otro tipo de material como pasajes de Shakespeare (junto Chris Barber) y en 1969 grabó un álbum en solitario 3000 years with Ottilie, ahora muy preciado por los coleccionistas. En 1964, cantó el tema principal de la películas terror Where has Poor Mickey Gone, protagonizado por Warren Mitchell.
A principios de 1983, Barber y ella hicieron una serie de conciertos en Londres, donde grabaron el LP, Madame Blues and Doctor Jazz (1984)en el que es su última disco.
Patterson falleció el 20 de junio de 2011, a la edad de 79 años. Fue enterrado en el Cementerio de la Abadía de Movilla, Newtownards, Irlada del Norte, en el panteón familiar. En febrero de 2012, se descubrió una placa que marca su lugar de nacimiento en una casa adosada en Comber.

## Discografía

### Álbumes en solitario[7]
- That Patterson Girl (Jazz Today, 1955)
- That Patterson Girl Volume 2 (Pye, 1956)
- Blues (Decca, 1956)
- Ottilie's Irish Night (Pye, 1959)
- Ottilie (Columbia, 1960)
- 3000 Years with Ottilie (Marmalade, 1969)
- Spring Song  (Polydor, 1971)
- Madame Blues and Doctor Jazz (Black Lion, 1984)
- Ottilie Swings the Irish (Columbia, 1960)

Con Chris Barber
- Chris Barber Plays (Jazz Today, 1955)
- Echoes of Harlem (Pye Nixa, 1955)
- Chris Barber in Concert (Pye Nixa, 1957)
- Chris Barber Plays Volume Four (Pye Nixa, 1957)
- Chris Barber in Concert Volume Two (Pye Nixa, 1958)
- Chris Barber in Concert Volume Three (Pye Nixa, 1958)
- Chris Barber Band Box Volume One (Columbia, 1959)
- Barber in Berlin (Columbia, 1960)
- Chris Barber's Blues Book Volume One (Columbia, 1961)
- Chris Barber at the London Palladium (Columbia, 1961)
- Best Yet! Chris Barber Band Box – Volume Three (Columbia, 1962)
- Chris Barber Jazz Band (Qualiton, 1962)
- Chris Barber's Jazz Band in Prague (Supraphon, 1963)
- Folk Barber Style (Decca, 1965)
- Good Mornin' Blues (Columbia, 1965)
- Chris Barber V Praze (Panton, 1971)
- The Chris Barber Jubilee Album 1 (Black Lion, 1975)
- The Chris Barber Jubilee Album 2 (Black Lion, 1975)
- The Chris Barber Jubilee Album 3 (Black Lion, 1975)
- Ottilie Patterson with Chris Barber's Jazzband 1955–1958 (1993)
- Madame Blues & Doctor Jazz (1994)
- 40 Years Jubilee (Timeless, 1994)
- The Chris Barber Concerts (1995)
- Chris Barber's Blues Book Volume One/Good Mornin' Blues (BGO, 1997)
- Echoes of Harlem/Sonny, Brownie and Chris (1997)
- Back in the Old Days (1999)
- Ottilie Patterson with Chris Barber (Jazz Colours, 2000)
- Chris Barber at the BBC (Upbeat, 2000)
- Chris Barber's Jazz Band With Special Guest Sister Rosetta Tharpe (Lake, 2000)
- Irish Favourites (Pulse, 2001)
- The Best of Chris Barber's Jazz Band (EMI, 2002)
- In Barber's Chair (Lake, 2003)
- Bandbox No. 1 (Lake, 2004)
- The Nixa Jazz Today Albums (Sanctuary, 2004)
- International Concerts: Berlin, Copenhagen, London (Lake, 2005)
- Best Yet! (Lake, 2005)
- The Complete Decca Sessions 1954/55 (Lake, 2006)
- Chris Barber 1955 (Lake, 2006)
- Folk Barber Style (Vocalion, 2006)
- That Patterson Girl (Lake, 2007)
- Chris Barber 1956 (Lake, 2007)

### Singles
- "St Louis Blues"/"The World Is Waiting for the Sunrise" (Decca, 1955)
- "I Hate a Man Like You"/"Reckless Blues" (Decca, 1955)
- "Weeping Willow Blues"/"Nobody Knows You When You're Down and Out" (Decca, 1955)
- "Kay-Cee Rider"/"I Love My Baby" (Pye, 1957)
- "Jailhouse Blues"/"Beale Street Blues" (Pye, 1958)
- "Trombone Cholly"/"Lawdy, Lawdy Blues" (Pye, 1958)
- "There'll Be a Hot Time in the Old Town Tonight"/"Lonesome (Si Tu Vois Ma Mère)" (Columbia, 1959)
- "The Mountains of Mourne"/"Real Old Mountain Dew" (Columbia, 1960)
- "Blueberry Hill"/"I'm Crazy 'Bout My Baby" (Columbia, 1961)
- "Mama, He Treats Your Daughter Mean"/"Swipsy Cakewalk" (Columbia, 1962)
- "Down by the Riverside"/"When the Saints Go Marching In" (Columbia, 1962)
- "I Hate Myself"/"Come On Baby" (Columbia, 1962)
- "Jealous Heart"/"Won't Be Long" (Columbia, 1963)
- "Baby Please Don't Go"/"I Feel So Good" (Columbia, 1964)
- "Hello Dolly"/"I Shall Not Be Moved" (Columbia, 1964)
- "Tell Me Where Is Fancy Bred"/"Oh Me What Eyes Hath Love Put in My Head" (Columbia, 1964)
- "Spring Song"/"Sound of the Door As It Closes" (Marmalade, 1969)
- "Bitterness of Death"/"Spring Song" (Marmalade, 1969)
- "Careless Love"/"Georgia Grind" (Fat Hen, 1982)